# 艶華 -Enka-
『艶華 -Enka-』（えんか）は、日本の歌手中森明菜の演歌楽曲を中心としたカバー・アルバム。このアルバムは2007年6月27日にユニバーサルシグマよりリリースされた（CD: UMCK-1227、CD+DVD: UMCK-9181、2CD: UMCK-9182/3、CT: UMTK-1001、デジタル・ダウンロード）。

## 背景
『艶華 -Enka-』は、歌姫シリーズ完結後の新たなカバー・アルバム企画で、演歌楽曲を中心としたカバー集である。このアルバムは、2007年6月27日に、通常盤(CD: UMCK-1227)、初回限定盤A(CD+DVD: UMCK-9181)、初回限定盤B（2枚組CD: UMCK-9182/3）、カセットテープ盤(CT: UMTK-1001)、デジタル・ダウンロードの5種類でリリースされた。カセットテープ盤でのリリースは、カバー・アルバム『歌姫』以来であった。
計5種類のうち、初回限定盤B(DISC1: CD)のみ、テレサ・テンのカバー曲「空港」が収録され全14曲となった。また、デジタル・ダウンロードでは、「悲しい酒」を除く全12曲の配信となっている。初回限定盤B(DISC2: CD)には、初回限定盤B(DISC1: CD)の収録曲全曲のインストCDが収録された。初回限定盤Aの特典DVDには、『艶華』秘蔵レコーディング映像に、歌姫シリーズに続いて本作のアレンジとプロデュースを手掛けた千住明と中森による『艶華』対談に加え、初DVD化となる「花よ踊れ」、「チャイナタウン」、「いい日旅立ち」、「あの夏の日」のミュージック・ビデオも収録された。中森は千住とともにこのアルバムのプロデュースにも加わっている。
本作の通常盤、初回限定盤A、初回限定盤B、カセットテープ盤は、歌詞カードなどを含むディスクジャケットの内容がそれぞれ異なっている。ジャケットの種類としては2パターンで、初回限定盤A・Bでは和傘をのせ特殊メイクを施された中森のバストアップ写真となっており、通常盤およびカセット盤は華やかな髪飾りに同様のメイクの中森を写した内容となっている。この特殊メイクや装飾と重厚な衣装で臨んだ撮影は、丸一日を掛けての作業となった。このアルバムのディスクジャケットは「アルバムのイメージと連動したもので」という中森の希望により、「外国から見たエキゾチックな日本」というコンセプトで制作された。ユニバーサル・シグマの藤倉尚マネージング・ディレクターはジャケットについて「ハリウッド映画で描かれるあやしく退廃的、それでいて魅力的な日本を再現できた」と語った。また、ジャケットにあるEnkaの題字は、CougarとMiran:Miran名義で中森も担当している。
このアルバムの収録楽曲は、インターネットによる楽曲投票を元に決定された。レコーディングは2007年5月から2007年6月にかけて、517 STUDIO、SOUND CITY、VICTOR STUDIO、WARNER MUSIC RECORDING STUDIO、ウエストサイド、ZAK STUDIOで行われた。
本作とともにオムニバス・アルバム『中森明菜選曲 演歌集 -艶華-』も同時発売された。このアルバムは、『艶華 -Enka-』に合わせて企画されたコンピレーション・アルバムで、本作でカバーした楽曲のオリジナルを収めている。

## 投票結果
このアルバムの発売記念企画として、2007年4月12日から2007年5月15日の間、収録楽曲のリクエストが実施された。投票者数は2万を超え（合計23314名、内訳: 男性11848名、女性11466名）、当初上位10曲の発表予定を、反響の大きさから上位20曲まで発表した。投票結果発表時には、上位3曲の「天城越え」、「夜桜お七」、「越冬つばめ」のレコーディングの決定が収録楽曲の発表に先駆けて伝えられた。この投票結果を元に、レコーディングする楽曲が選曲された。楽曲応募特典として、抽選で中森直筆サイン入りグッズがプレゼントされた。
| 順位 | 楽曲名               | 歌手               | 投票数 | 収録 |
| ---- | -------------------- | ------------------ | ------ | ---- |
| 1    | 「天城越え」         | 石川さゆり         | 2933   | ○    |
| 2    | 「夜桜お七」         | 坂本冬美           | 2640   | ○    |
| 3    | 「越冬つばめ」       | 森昌子             | 2485   | ○    |
| 4    | 「川の流れのように」 | 美空ひばり         | 2351   | ―    |
| 5    | 「舟唄」             | 八代亜紀           | 2342   | ○    |
| 6    | 「津軽海峡・冬景色」 | 石川さゆり         | 2310   | ―    |
| 7    | 「氷雨」             | 佳山明生、日野美歌 | 2201   | ○    |
| 8    | 「愛燦燦」           | 美空ひばり         | 2195   | ―    |
| 9    | 「無言坂」           | 香西かおり         | 2187   | ○    |
| 10   | 「雨の慕情」         | 八代亜紀           | 2156   | ―    |

| 順位 | 楽曲名                   | 歌手         | 投票数 | 収録 |
| ---- | ------------------------ | ------------ | ------ | ---- |
| 11   | 「北の宿から」           | 都はるみ     | 2147   | ―    |
| 12   | 「つぐない」             | テレサ・テン | 2145   | ―    |
| 13   | 「時の流れに身をまかせ」 | テレサ・テン | 2129   | ―    |
| 14   | 「喝采」                 | ちあきなおみ | 2118   | ―    |
| 15   | 「悲しい酒」             | 美空ひばり   | 2110   | ○    |
| 16   | 「みだれ髪」             | 美空ひばり   | 1099   | ―    |
| 17   | 「人生いろいろ」         | 島倉千代子   | 1091   | ―    |
| 18   | 「おもいで酒」           | 小林幸子     | 1076   | ―    |
| 19   | 「石狩挽歌」             | 北原ミレイ   | 1074   | ○    |
| 20   | 「雪國」                 | 吉幾三       | 1070   | ―    |

注釈:
- 参照[4][22][25][26]
- "○"はアルバムに収録。
- "—"はアルバム未収録。

## プロモーション

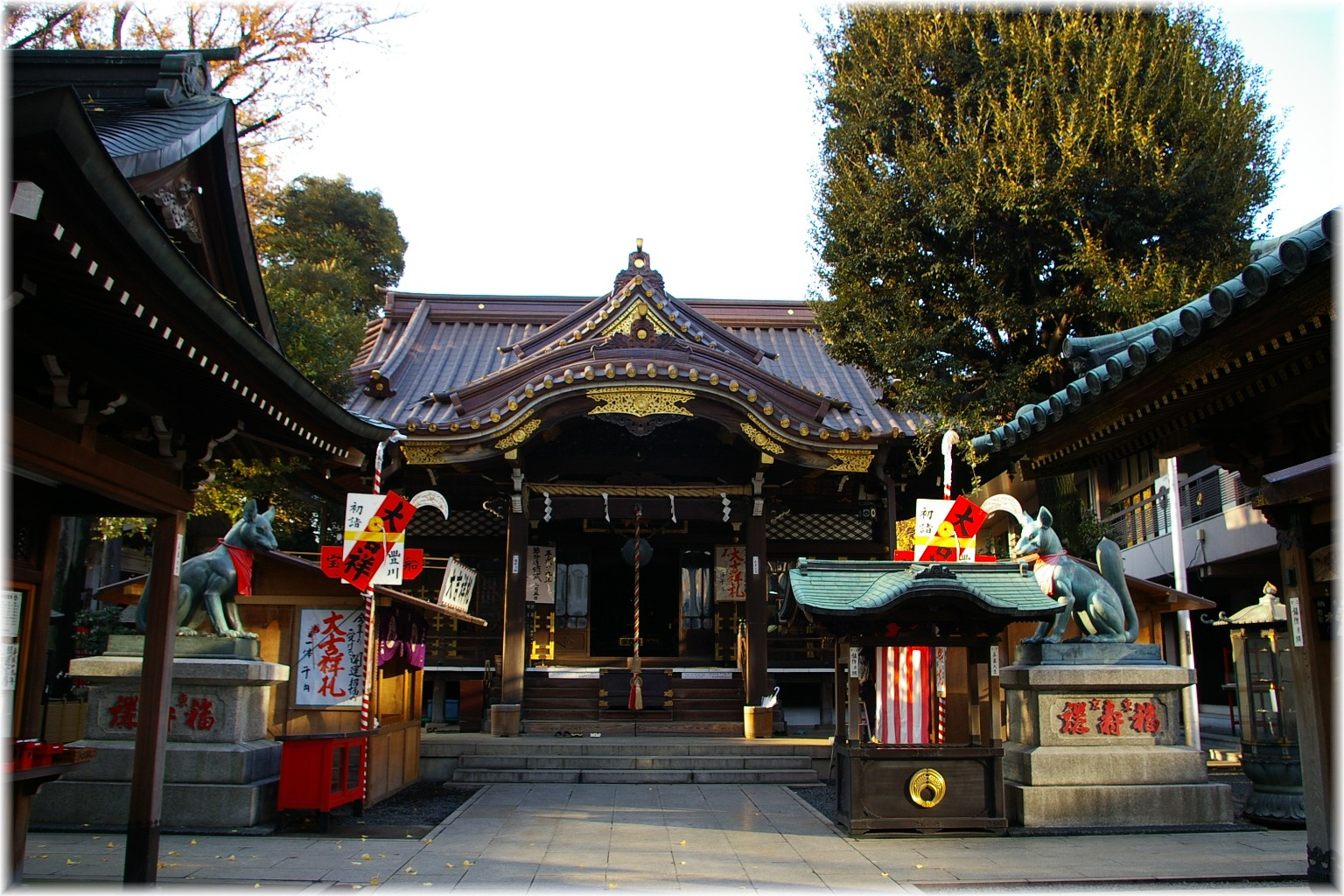
ヒット祈願が行われた豊川稲荷東京別院の本殿

リリース前日の2007年6月26日に、このアルバムの商業的な成功を目的に、東京都元赤坂にある豊川稲荷東京別院にてヒット祈願が行われた。中森は芸能の神を奉るこの寺院の本殿にて祈祷を受けた後、奉納している。
この同日の午後9時00分〜午後9時30分には、このアルバムの発売を記念してYahoo!ライブトークに出演した。
本作の15秒スポット動画も制作され、この動画は『艶華 -Enka-』TV-SPOTとして2009年7月リリースの映像作品『CLIP2002〜2007&MORE』に収録された。なお、この映像作品には、本作で収められた、このアルバムのレコーディング風景と千住と中森による対談の映像が再び収録されている。
また、購入特典のキャンペーンも行われ、オリジナルはっぴ（サイズフリー）と手ぬぐいがそれぞれ5名と200名に抽選でプレゼントされるというものであった。このキャンペーンの対象商品には、本作に加えて本作と同時発売された『中森明菜選曲 演歌集 -艶華-』も含まれた。

## 批評
『山野楽器』は本作について「世代を超え歌い継がれてきた数々の名曲を中森明菜による新解釈と世界観で再構築しつつも、原曲のイメージはそのままに老若男女が楽しめる内容に。」と批評。『DROPS』の岩本都芳は「中森明菜が稀代のヴォーカリストである、というは周知の事実だが、その周知を遥かに上回る傑作です!」と批評した。

## 評価
『艶華 -Enka-』は、オリコン週間アルバムチャートの2007年7月9日付で初登場し、最高順位10位を記録した。同チャートには、計12週に渡ってランクインしている。その後日本レコード協会の2007年6月度でゴールドに認定された。また、2007年に行われた第49回日本レコード大賞では、企画賞を受賞した。

## 収録曲
| #         | タイトル                               | 作詞       | 作曲       | 編曲             | 時間  |
| --------- | -------------------------------------- | ---------- | ---------- | ---------------- | ----- |
| 1.        | 「艶華I (Instrumental)」               |            | 千住明     | 千住明           | 1:28  |
| 2.        | 「天城越え」(石川さゆりのカバー曲)     | 吉岡治     | 弦哲也     | 千住明           | 4:43  |
| 3.        | 「無言坂」(香西かおりのカバー曲)       | 市川睦月   | 玉置浩二   | 鳥山雄司         | 4:29  |
| 4.        | 「氷雨」(佳山明生のカバー曲)           | とまりれん | とまりれん | 千住明           | 3:49  |
| 5.        | 「みちづれ」(牧村三枝子のカバー曲)     | 水木かおる | 遠藤実     | 千住明           | 3:54  |
| 6.        | 「越冬つばめ」(森昌子のカバー曲)       | 石原新一   | 篠原義彦   | 中川幸太郎       | 4:00  |
| 7.        | 「艶華II (Instrumental)」              |            | 千住明     | 千住明           | 1:34  |
| 8.        | 「悲しい酒」(美空ひばりのカバー曲)     | 石本美由起 | 古賀政男   | 鳥山雄司         | 4:50  |
| 9.        | 「舟唄」(八代亜紀のカバー曲)           | 阿久悠     | 浜圭介     | 千住明           | 3:58  |
| 10.       | 「石狩挽歌」(北原ミレイのカバー曲)     | なかにし礼 | 浜圭介     | 千住明・鳥山雄司 | 4:03  |
| 11.       | 「矢切の渡し」(ちあきなおみのカバー曲) | 石本美由起 | 船村徹     | 千住明           | 3:36  |
| 12.       | 「夜桜お七」(坂本冬美のカバー曲)       | 林あまり   | 三木たかし | 栗山和樹         | 5:36  |
| 13.       | 「艶華III (Instrumental)」             |            | 千住明     | 千住明           | 1:55  |
| 合計時間: | 合計時間:                              | 合計時間:  | 合計時間:  | 合計時間:        | 47:55 |

| #         | タイトル                   | 作詞  | 作曲・編曲 | 時間 |
| --------- | -------------------------- | ----- | ---------- | ---- |
| 1.        | 「艶華I (Instrumental)」   |       |            | 1:30 |
| 2.        | 「天城越え」               |       |            | 4:43 |
| 3.        | 「無言坂」                 |       |            | 4:28 |
| 4.        | 「氷雨」                   |       |            | 3:48 |
| 5.        | 「みちづれ」               |       |            | 3:54 |
| 6.        | 「越冬つばめ」             |       |            | 4:00 |
| 7.        | 「艶華II (Instrumental)」  |       |            | 1:35 |
| 8.        | 「舟唄」                   |       |            | 3:57 |
| 9.        | 「石狩挽歌」               |       |            | 4:03 |
| 10.       | 「矢切の渡し」             |       |            | 3:35 |
| 11.       | 「夜桜お七」               |       |            | 5:35 |
| 12.       | 「艶華III (Instrumental)」 |       |            | 1:55 |
| 合計時間: | 合計時間:                  | 43:03 |            |      |

| #         | タイトル                         | 作詞      | 作曲      | 編曲      | 時間  |
| --------- | -------------------------------- | --------- | --------- | --------- | ----- |
| 1.        | 「艶華I (Instrumental)」         |           |           |           | 1:28  |
| 2.        | 「天城越え」                     |           |           |           | 4:43  |
| 3.        | 「無言坂」                       |           |           |           | 4:29  |
| 4.        | 「氷雨」                         |           |           |           | 3:49  |
| 5.        | 「みちづれ」                     |           |           |           | 3:54  |
| 6.        | 「空港」(テレサ・テンのカバー曲) | 山上路夫  | 猪俣公章  | 栗山和樹  | 4:47  |
| 7.        | 「越冬つばめ」                   |           |           |           | 4:00  |
| 8.        | 「艶華II (Instrumental)」        |           |           |           | 1:34  |
| 9.        | 「悲しい酒」                     |           |           |           | 4:50  |
| 10.       | 「舟唄」                         |           |           |           | 3:57  |
| 11.       | 「石狩挽歌」                     |           |           |           | 4:03  |
| 12.       | 「矢切の渡し」                   |           |           |           | 3:36  |
| 13.       | 「夜桜お七」                     |           |           |           | 5:36  |
| 14.       | 「艶華III (Instrumental)」       |           |           |           | 1:55  |
| 合計時間: | 合計時間:                        | 合計時間: | 合計時間: | 合計時間: | 52:41 |

| #         | タイトル                      | 作詞  | 作曲・編曲 | 時間 |
| --------- | ----------------------------- | ----- | ---------- | ---- |
| 1.        | 「艶華I (Instrumental)」      |       |            | 1:28 |
| 2.        | 「天城越え (Instrumental)」   |       |            | 4:43 |
| 3.        | 「無言坂 (Instrumental)」     |       |            | 4:29 |
| 4.        | 「氷雨 (Instrumental)」       |       |            | 3:49 |
| 5.        | 「みちづれ (Instrumental)」   |       |            | 3:54 |
| 6.        | 「空港 (Instrumental)」       |       |            | 4:47 |
| 7.        | 「越冬つばめ (Instrumental)」 |       |            | 4:01 |
| 8.        | 「艶華II (Instrumental)」     |       |            | 1:34 |
| 9.        | 「悲しい酒 (Instrumental)」   |       |            | 4:50 |
| 10.       | 「舟唄 (Instrumental)」       |       |            | 3:58 |
| 11.       | 「石狩挽歌 (Instrumental)」   |       |            | 4:03 |
| 12.       | 「矢切の渡し (Instrumental)」 |       |            | 3:36 |
| 13.       | 「夜桜お七 (Instrumental)」   |       |            | 5:37 |
| 14.       | 「艶華III (Instrumental)」    |       |            | 1:55 |
| 合計時間: | 合計時間:                     | 52:44 |            |      |

| #  | タイトル                                  | 作詞 | 作曲・編曲 |
| -- | ----------------------------------------- | ---- | ---------- |
| 1. | 「『艶華 -Enka-』レコーディング映像」     |      |            |
| 2. | 「The Heat 〜musica fiesta〜」            |      |            |
| 3. | 「missed U」                              |      |            |
| 4. | 「Days」                                  |      |            |
| 5. | 「落花流水」(from 『LIVE TOUR 2006 DVD』) |      |            |
| 6. | 「花よ踊れ」                              |      |            |
| 7. | 「チャイナタウン」                        |      |            |
| 8. | 「いい日旅立ち」                          |      |            |
| 9. | 「あの夏の日」                            |      |            |

| #  | タイトル                 | 作詞 | 作曲・編曲 |
| -- | ------------------------ | ---- | ---------- |
| 1. | 「艶華I (Instrumental)」 |      |            |
| 2. | 「天城越え」             |      |            |
| 3. | 「無言坂」               |      |            |
| 4. | 「氷雨」                 |      |            |
| 5. | 「みちづれ」             |      |            |
| 6. | 「越冬つばめ」           |      |            |

| #  | タイトル                   | 作詞 | 作曲・編曲 |
| -- | -------------------------- | ---- | ---------- |
| 1. | 「艶華II (Instrumental)」  |      |            |
| 2. | 「悲しい酒」               |      |            |
| 3. | 「舟唄」                   |      |            |
| 4. | 「石狩挽歌」               |      |            |
| 5. | 「矢切の渡し」             |      |            |
| 6. | 「夜桜お七」               |      |            |
| 7. | 「艶華III (Instrumental)」 |      |            |

## クレジット
『艶華 -Enka-』（初回限定盤B）のライナー・ノーツより
ミュージシャン
| - 中森明菜：プロデュース (全曲) - 千住明：プロデュース (全曲)、アレンジ (M-1-2、4-5、8、10-12、14)、コンダクター (M-1-2、4-5、8、10-12、14) - OHZAN SHIBATA：尺八 (M-1-2、8、13-14)、横笛 (M-5、10) - TOMOKA HIROTA：オーボエ (M-1-2、8、10、14) - REIKO MIYAKE：13弦箏 (M-1-2、8、10、14) - 朝川朋之：ハープ (M-1-2、8、10、13-14) - 篠崎正嗣ストリングス：ストリングス (M-1-2、4-8、10-14) - 和田貴史：シンセサイザー・オペレーター (M-1-2、5、8、10、14) - ITARU MASUMOTO：フルート (M-2) | - 山根公男：クラリネット (M-2) - YOUKO KOMATSUZAKI：バッソン (M-2) - OTOHIKO FUJITA：ホーンズ (M-2、10-11) - KENSHOW HAGIWARA：ホーンズ (M-2、10-11) - HARUKI MINO：ピアノ (M-2、4、10、12) - 鳥山雄司：アレンジ & オール・インストゥルメンツ (M-3、9、11) - AKIRA FUJIYAMA：パン・フルート (M-4、11) - MIKIHIKO MATSUMIYA：ギター (M-4-5、12) - KAZUKI CHIBA：ウッド・ベース (M-4、12) - IKUO KAKEHASHI：パーカッションズ (M-4-5、12) - MASATO MATSUDA：ピアノ (M-5) - JUN SAITO：ウッド・ベース (M-5) | - 栗山和樹：アレンジ & コンダクター (M-6、13) - 古川望：ギター (M-6、13) - 倉田信雄：ピアノ (M-6、13) - 渡辺直樹：ベース (M-6、13) - 岡本郭男：ドラムス (M-6、13) - 木村キムチ誠：ラテン・パーカッション (M-6、13) - TAMAO FUJII：クラシック・パーカッション (M-6、13) - 中川幸太郎：アレンジ、コンダクター、オール・アザー・インストゥルメンツ (M-7) - SHIZUKA KAWAGUCHI：ヴァイオリン (M-9) - 篠崎正嗣：二胡 (M-12) - エリック・ミヤシロ：トランペット (M-13) |

スタッフ
| - All Vocal Recorded by 安達義規 (MIXER'S LAB) - Recorded by TOSHIYUKI YOSHIDA (M-1-2、4、6、8、10-14)、香椎茂樹 (I to I Communications) (M-3、9、11)、安達義規 (MIXE'S LAB) (M-5) - Mixed by TOSHIYUKI YOSHIDA (M-1-2、4-8、10、12-14)、香椎茂樹 (I to I Communications) (M-3、9、11) - Recorded and Mixed at 517 STUDIO、SOUND CITY、VICTOR STUDIO、WARNER MUSIC RECORDING STUDIO、ウエストサイド、ZAK STUDIO（2007年5月 - 6月） - Mastered by HIDEAKI NISHIMURA（ユニバーサルミュージック・マスタリング） - Secretary to Akira Senju：MIKIKO NOSE (Akira Senju Office) - レコーディング・コーディネーション：TOSHIMI OHKUBO and FUMIO TAKANO（東京室内楽協会） - スコア・コピーイスト：東京ハッスルコピー | - アート・ディレクション & デザイン：中島裕次 - デザイン：YOSHINORI NAKAO - フォト：TUCKER K - 題字：Miran:Miran & Cougar - ヘア＆メイクアップ：ICHIRO KASAHARA and NAOTAKE NAKAYAMA - オブジェクト・デザイン & メイキング：ASUKA ANAN - アートワーク・コーディネーション：宮本仁美 (UNIVERSAL MUSIC K.K.) - Directed by 鈴木順 (Halftone Music & Systems) - A&R：森淳一 and TETSUTARO IDA（ユニバーサルシグマ） - Supported by YUMIKO KAWABATA (FAITHWAY) - セールス・プロモーション：NAOKO IWASAKI (UNIVERSAL MUSIC K.K.) - Head of Sales Promotion：HIROSHI TOKUNAGA (UNIVERSAL MUSIC K.K.) | - Heads of Media Promotion：TOSHIO KANEHAKO, DAISUKE FUJIKAWA and CHIE ITOH（ユニバーサルシグマ） - Head of Marketing & Product Management Division：大原浩（ユニバーサルシグマ） - スーパーヴァイザーズ：佐々友成、川原伸司 - エグゼクティヴ・プロデューサーズ：寺林晁 (UNIVERSAL MUSIC K.K.)、藤倉尚（ユニバーサルシグマ） - エグゼクティヴ・プロデューサー & ディレクター：門村崇志 - スペシャル・サンクス：HIDEHARU NAGAI、オーロラミュージック パブリッシャーズ、コロムビアソングス、フジパシフィック音楽出版、ホリプロ、セントラルミュージック、日音、日本芸能出版、田辺音楽出版、ビクター・ミュージックパブリッシング、渡辺音楽出版、ティアンドケイ・ミュージック、全音楽譜出版社、コロムビアミュージックエンタテインメント |

## リリース履歴
| 発売日        | レーベル                 | 規格   | 品番        | 備考                     |
| ------------- | ------------------------ | ------ | ----------- | ------------------------ |
| 2007年6月27日 | ユニバーサルシグマ       | CT     | UMTK-1001   |                          |
| 2007年6月27日 | ユニバーサルシグマ       | CD     | UMCK-1227   | 通常盤                   |
| 2007年6月27日 | ユニバーサルシグマ       | CD+DVD | UMCK-9181   | 初回盤A                  |
| 2007年6月27日 | ユニバーサルシグマ       | 2-CD   | UMCK-9182/3 | 初回盤B                  |
| 2017年5月3日  | ユニバーサルシグマ       | UHQCD  | UPCH-7278   | 限定盤                   |
| 2023年6月28日 | ユニバーサルシグマ       | CD     | UPCY-7873   | スペシャルプライス再発盤 |
| 2024年1月24日 | ユニバーサルミュージック | LP     | UPJY-9378   | 初アナログLP化、限定盤   |

## 参照
1. 1 2 3 4 5 6 7 8 9 10 11  『艶華 -Enka-』（12cmCD, 12cmCD+DVD, 2×12cmCD, CT）中森明菜、ユニバーサルシグマ、2007年6月27日。UMCK-1227, UMCK-9181, UMCK-9182/3, UMTK-1001。
2. ↑  “楽天ブックス: 艶華 - 中森明菜 : CD”.  楽天. 2011年5月29日閲覧。
3. ↑  “楽天ブックス: 艶華-Enka- - 中森明菜 : CD”.   楽天. 2011年5月29日閲覧。
4. 1 2 3 4 5 6 7 8 9  “中森明菜 UNIVERSAL MUSIC OFFICIAL WEBSITE”. 艶華 -Enka-.  ユニバーサルミュージック. 2007年9月15日時点のオリジナルよりアーカイブ。2012年8月28日閲覧。
5. 1 2  “楽天ブックス: 艶華-Enka- - 中森明菜 : CD”.   楽天. 2011年5月29日閲覧。
6. 1 2 3  “iTunes - ミュージック - 中森明菜「艶華 -Enka-」”.  Apple. 2012年9月2日閲覧。
7. 1 2 3  “艶華-Enka- 中森明菜のプロフィールならオリコン芸能人事典-ORICON STYLE”.  オリコン. 2012年4月15日閲覧。
8. 1 2  “一般社団法人 日本レコード協会｜各種統計”. ゴールド等認定作品一覧 2007年6月.  日本レコード協会. 2011年5月29日閲覧。
9. 1 2  “2007年第49回 日本レコード大賞 - 企画賞”.  日本作曲家協会. 2008年3月12日時点のオリジナルよりアーカイブ。2011年5月29日閲覧。
10. ↑  “艶華-Enka｜HMV ONLINE”.  ローソンHMVエンタテイメント. 2012年9月2日閲覧。
11. ↑  “艶華-Enka- : 中森明菜 - セブンネットのネット通販”.  セブン&アイ・ホールディングス. 2012年9月2日閲覧。
12. ↑  “中森明菜 / 艶華-Enka- [CD] [アルバム] - CDJournal.com”.   音楽出版社. 2012年9月2日閲覧。
13. 1 2 3  “中森明菜 - 艶華 -Enka-[初回限定盤B][+ボーナストラック] - UNIVERSAL MUSIC JAPAN”.   ユニバーサルミュージック合同会社. 2012年9月2日閲覧。
14. 1 2  “中森明菜 - 艶華 -Enka- - UNIVERSAL MUSIC JAPAN”.   ユニバーサルミュージック合同会社. 2012年9月2日閲覧。
15. ↑  “歌姫(UTA-HIME) /中森明菜 - UNIVERSAL MUSIC JAPAN”.   ユニバーサルミュージック合同会社. 2012年9月2日閲覧。
16. ↑  “mora[モーラ] : 中森明菜「艶華 -Enka-(Digital ver.)」を試聴・ダウンロード”.  レーベルゲート. 2012年9月2日閲覧。
17. ↑  『歌姫 Complete Box Empress』（6×12cmCD）中森明菜、ユニバーサル、2004年12月1日。POCE-3035/40。
18. 1 2  “ZAKZAK”.   産業経済新聞社 (2007年6月14日). 2010年6月12日時点のオリジナルよりアーカイブ。2012年9月3日閲覧。
19. 1 2 3 4  “SANSPO.COM > 芸能”.  産業経済新聞社 (2007年6月13日). 2007年6月15日時点のオリジナルよりアーカイブ。2011年5月29日閲覧。
20. ↑  Miran:Miran名義: 
  - “JBOOK:DIVA Single Version:中森明菜:CD”.  文教堂. 2012年9月2日閲覧。
  - “ブログ情報 - エガワヒロシのブログ”.   エガワヒロシ. 2012年3月30日時点のオリジナルよりアーカイブ。2012年9月2日閲覧。
21. 1 2  “中森明菜カバーアルバムで演歌歌う ニュース-ORICON STYLE-”.   オリコン (2007年4月12日). 2008年2月18日時点のオリジナルよりアーカイブ。2012年9月2日閲覧。
22. 1 2 3 4 5 6 7  “中森明菜 meets 演歌-中森明菜に歌って欲しい演歌楽曲を大募集!-”.   ユニバーサルミュージック (2007年). 2008年9月15日時点のオリジナルよりアーカイブ。2012年9月2日閲覧。
23. 1 2 3  “中森明菜選曲 演歌集-艶華- [CD] [アルバム] - CDJournal.com”.   音楽出版社. 2012年9月2日閲覧。
24. ↑  “ZAKZAK”.   産業経済新聞社 (2007年6月7日). 2009年5月20日時点のオリジナルよりアーカイブ。2012年9月3日閲覧。
25. 1 2  “SANSPO.COM > 芸能”.   産業経済新聞社 (2007年5月16日). 2007年5月18日時点のオリジナルよりアーカイブ。2012年9月3日閲覧。
26. ↑  “芸能：ZAKZAK”.   産業経済新聞社. 2012年9月3日閲覧。
27. 1 2  “SANSPO.COM > 芸能”.   産業経済新聞社 (2007年6月27日). 2007年8月8日時点のオリジナルよりアーカイブ。2012年9月2日閲覧。
28. ↑  “倖田來未 : 中森明菜、倖田來未、マルーン5が生トーク | RBB TODAY （エンタメ、その他のニュース）”.   イード (2007年6月22日). 2012年9月1日時点のオリジナルよりアーカイブ。2012年9月2日閲覧。
29. 1 2  “中森明菜/CLIP2002〜2007&MORE [DVD] - CDJournal.com”.   音楽出版社. 2012年7月31日閲覧。
30. ↑  中沢邦宏 (2007年7月). “山野楽器：おすすめ特集 朝日新聞e音二乗掲載商品のご案内”.  山野楽器. 2007年7月2日時点のオリジナルよりアーカイブ。2011年5月29日閲覧。
31. ↑  岩本都芳『DROPS』第3号、新星堂、2007年7月、76頁。
32. ↑  “CDアルバム 週間ランキング-ORICON STYLE ランキング”. 2007年06月25日〜2007年07月01日のCDアルバム週間ランキング（2007年07月09日付）.   オリコン. 2012年4月15日閲覧。
33. ↑  『艶華 -Enka-』（2×12cmCD）中森明菜、ユニバーサルシグマ、2007年6月27日。UMCK-9182/3。